# Codename: Kids Next Door
Codename: Kids Next Door, также известен просто как Kids Next Door (акроним KND), — американский мультипликационный фильм, созданный Томом Варбуртом и спродюсированный Curious Pictures в Санта-Монике.
Основные персонажи мультфильма — 10-летние дети, имеющие в своем распоряжении напичканный по последнему слову техники дом на дереве. Они противятся тирании взрослых, защищая детей по всему миру. Детишки входят в организацию «Kids Next Door» а точнее, её сектор V. Мультик входит в серию Cartoon Cartoons, классическую подборку мультиков от Cartoon Network.
В апреле 2012 года Cartoon Network перезапустил эту классическую серию в рамках блока «Cartoon Planet».

## История создания
Томом Варбёртоном был создан пилотный эпизод для другого шоу Кенни и Шимпанзе. Там они называли себя «The Kids Next Door» их было больше, а один из них, Кенни, постоянно попадал в неприятности. Позднее детей осталось пятеро и они сражались со «взрослой угрозой». В 2001 вышел пилотный эпизод шоу, «No P in the OOL». Cartoon Network проводит зрительское голосование, в результате которого было решено, что Codename: Kids Next Door должен стать многосерийным.

## Сюжет
Каждый эпизод сериала — это такая мини-операция, перед началом серии дается вводная, чтобы зритель понял о чём будет эпизод. Обычно сюжет не растягивают на несколько серий, хотя это и использовалось в ранних сезонах. Ранние сезоны о проблемах детей (хоть и немного преувеличенных) позднее сменились почти взрослыми сюжетами.

### Организация KND
Kids Next Door — организация, объединяющая тысячи детей по всему миру, восставших против «тирании» взрослых. Борются также с такими вещами, как ежедневная чистка зубов или школьные завтраки. Каждый ребёнок, прошедший тренировку в специальном «центре», получает идентификационный номер и сектор назначения, где его селят в дом-на-дереве. Основная база (тоже дом на дереве) находится на луне. Дети клянутся защищать других детей от тирании взрослых, пока им не стукнет 13. После этого их демобилизируют, и полностью стирают из памяти все воспоминания о KND. Такая практика приводит к появлению большого количества «врагов» организации, фактически, его бывших сотрудников, умудрившихся избежать демобилизации. В то же время заслуживших особое доверие детей оставляют и после 13 как шпионов в различных тинейджерских организациях.

## Персонажи

### Герои
- Номер 1/Найджел Уно
- Номер 2/Хогат Гилиган
- Номер 3/Куки Санбан
- Номер 4/Уоллаби Битлз
- Номер 5/Эбигейл Линкольн

### Враги
- Милые детишки
- Отец
- Липкая борода
- Туалетонатор
- Мистер Босс